# Ronde van de Loire-Atlantique
De Ronde van de Loire-Atlantique (Frans: Tour de Loire-Atlantique) is een wielerwedstrijd in het departement Loire-Atlantique in de regio Pays de la Loire, Frankrijk. De wedstrijd staat op de nationale wielerkalender voor elite renners en is open voor amateurs en professionals.

## Geschiedenis
De wedstrijd werd van 1980-2000 georganiseerd door US Saint-Herbain onder de naam Tour de Loire-Atlantique. In 2012 hervatte UC Nantes-Atlantique de wedstrijd onder de naam Trophée Loire-Atlantique. Nadat het Comité départemental de Loire-Atlantique zich in 2015 als mede-organisator aansloot werd de wedstrijd weer herbenoemd tot Tour de Loire-Atlantique.
De editie van 2020 werd niet verreden als gevolg van de coronapandemie.

## Podia
| Jaar                     | Data                     | Etappes                  | Winnaar                  | Tweede                   | Derde                    |
| Tour de Loire-Atlantique | Tour de Loire-Atlantique | Tour de Loire-Atlantique | Tour de Loire-Atlantique | Tour de Loire-Atlantique | Tour de Loire-Atlantique |
| ------------------------ | ------------------------ | ------------------------ | ------------------------ | ------------------------ | ------------------------ |
| 1980                     |                          |                          | Félix Urbain             | Bernard Richard          | Christian Ardouin        |
| 1981                     |                          |                          | Gilles Métriau           | Jean-Claude Bougouin     | Philippe Denié           |
| 1982                     |                          |                          | Gilles Métriau           | Philippe Denié           | Lionel Poret             |
| 1983                     |                          |                          | Bernard Richard          | Michel Goignard          | Jean-Pierre Briand       |
| 1984                     |                          |                          | Bernard Richard          | Thierry Brischat         | René Taillandier         |
| 1985                     |                          |                          | Eric Heulot              | Bernard Richard          | René Taillandier         |
| 1986                     |                          |                          | Denis Leproux            | René Taillandier         | Didier Pasgrimaud        |
| 1987                     |                          |                          | Jean-Louis Conan         | Eric Heulot              | Claude Moreau            |
| 1988                     |                          |                          | Jean-Cyril Robin         | Philippe Peugnet         | Jacky Durand             |
| 1989                     |                          |                          | Claude Moreau            | Thierry Bricaud          | Dominique Zamagna        |
| 1990                     |                          |                          | Stéphane Galbois         | Marc Savary              | Andy Hurford             |
| 1991                     |                          |                          | Dominique Le Bon         | Jean-Marc Rivière        | Frédéric Rouinsard       |
| 1992                     |                          |                          | François Urien           | Freddy Arnaud            | Pascal Deramé            |
| 1993                     |                          |                          | Nicolas Jalabert         | Freddy Arnaud            | René Taillandier         |
| 1994                     |                          |                          | Pascal Deramé            | Frédéric Delalande       | Thierry Bricaud          |
| 1995                     |                          |                          | Stéphane Conan           | Gérard Bigot             | Gérald Liévin            |
| 1996                     |                          |                          | Freddy Arnaud            | Aidan Duff               | Sébastien Rondeau        |
| 1997                     |                          |                          | Roger Hammond            | Florent Brard            | Nicolas Dumont           |
| 1998                     |                          |                          | Frédéric Delalande       | Stéphane Corlay          | Brent Aucutt             |
| 1999                     |                          |                          | Martial Locatelli        | Stéphane Krafft          | Morten Hegreberg         |
| 2000                     |                          |                          | Ivaïlo Gabrovski         | Joeri Krivtsov           | Stéphane Conan           |
| 2001-2011 niet verreden  |                          |                          |                          |                          |                          |
| Trophée Loire-Atlantique |                          |                          |                          |                          |                          |
| 2012                     |                          |                          | Benoît Poitevin          | Maxime Le Montagner      | Sylvain Blanquefort      |
| 2013                     |                          |                          | Erwan Brenterch          | Thomas Girard            | Mathieu Cloarec          |
| 2014                     |                          |                          | Sylvain Lopez            | Benoît Sinner            | Jimmy Raibaud            |
| Tour de Loire-Atlantique |                          |                          |                          |                          |                          |
| 2015                     | 5-6/09                   | 2                        | Nicolas David            | Thibault Ferasse         | Cyrille Patoux           |
| 2016                     | 11-12/06                 | 2                        | Fabien Schmidt           | Marc Staelen             | Freddie Guilloux         |
| 2017                     | 10-11/06                 | 2                        | Kévin Perret             | Clément Davy             | Guillaume Gerbaud        |
| 2018                     | 9-10/06                  | 3                        | Karl Patrick Lauk        | Baptiste Constantin      | Thibault Ferasse         |
| 2019                     | 1-2/06                   | 2                        | Stylianos Farantakis     | David Boutville          | Maël Boivin              |
| 2020 niet verreden       |                          |                          |                          |                          |                          |
| 2021                     | 28-30/05                 | 3                        | Kévin Le Cunff           | Maxime Jolly             | Corentin Ermenault       |
| 2022                     | 27-29/05                 | 3                        | Killian Théot            | Florian Rapiteau         | Romain Bacon             |
| 2023                     | 26-28/05                 | 3                        |                          |                          |                          |

### Meervoudige winnaars
| Overwinningen | Renner          | Jaren      |
| ------------- | --------------- | ---------- |
| 2             | Gilles Métriau  | 1981, 1982 |
| 2             | Bernard Richard | 1983, 1984 |

### Overwinningen per land
| Overwinningen | Land                                                 |
| ------------- | ---------------------------------------------------- |
| 28            | Frankrijk                                            |
| 1             | Bulgarije, Estland, Griekenland, Verenigd Koninkrijk |